# Agrionia
Die Agrionia (altgriechisch Ἀγριώνια) waren im antiken Griechenland ein Fest zu Ehren des Gottes Dionysos, das jährlich im nach ihm benannten Monat Agrionios in den böotischen Städten Orchomenos und Chaironeia begangen wurde. 
Über den Ablauf der Feste berichtet nur Plutarch, ansonsten sind sie weder literarisch noch inschriftlich greifbar. Die Aitiologie des Kultes bildet der Mythos der Minyaden. Die Töchter des orchomenischen Königs Minyas gerieten in Raserei und zerrissen dabei Hippasos, den Sohn der Minyade Leukippe. Die Minyaden wurden daraufhin Oleiai (Ὀλεῖαι) genannt, ihre nach der Tat Trauerkleidung tragende Gatten Psoloeis (Ψολόεις).
Das Fest in Orchomenos wurde in der Nacht begangen. Ein Psoloeis genannter Dionysos-Priester verfolgte hierbei mit einem Schwert die Oleiai genannten Frauen aus dem Geschlecht des Minyas. Konnte er eine davon einholen, musste er sie töten. Plutarch berichtet, dass zu seiner Zeit der Priester Zoilos während des Rituals selbst verwundet wurde und daraufhin verstarb. Seine Familie fiel deshalb in Ungnade und ihr wurde das Recht, Dionysos-Priester zu stellen, entzogen. In Chaironeia wurde das Fest im Gegensatz zu Orchomenos von den Frauen begangen. Sie machten sich auf die Suche nach Dionysos und brachen diese dann mit der Begründung ab, Dionysos habe sich vor ihnen zu den Musen geflüchtet. Daraufhin begaben sie sich zum Festmahl und stellten sich danach gegenseitig Rätselaufgaben.
Der Religionshistoriker Martin Persson Nilsson setzte die Agrionia mit dem argivischen Totenfest Agriania oder Agrania gleich. Begründet wird dies mit der ungefähren zeitlichen Übereinstimmung als Frühjahrsfeste, den ähnlichen Festnamen sowie der Tatsache, dass mit den Monaten Agrianios und Agerranios von einer weiteren Verbreitung ähnlicher Feste ausgegangen werden kann. Wegen anderen im Frühjahr für die Seelen der Verstorbenen gefeierten Festen wie den attischen Anthesteria nimmt er eine zu dieser Zeit gesamtgriechisch gefeierte Seelenfeier an. Zu diesen seien die Agronia zu zählen, obgleich es keine konkreten Hinweise auf diese Funktion des Festes gibt. Das in Orchomenos begangene Menschenopfer sei, obgleich aitiologisch überformt, ein weiterer Hinweis auf die Funktion des Seelenfestes, da Menschenopfer für die Verstorbenen bereits bei Homer bezeugt oder durch mykenische Gräber belegt seien. Zudem gibt das Menschenopfer einen Hinweis auf das hohe Alter des Festes, das möglicherweise bereits vor Einzug des Dionysoskults in Böotien gefeiert wurde.